# 401 Ottilia
401 Ottilia este un asteroid din centura principală, descoperit pe 16 martie 1895, de Max Wolf.